# HD101584
HD 101584 é uma estrela binária, uma suspeita variável pré-cataclísmica a cerca de 1800 a 5900 anos-luz de distância na constelação de Centaurus, com um período orbital de 218 dias.
O gás na nebulosa é devido à menor estrela em espiral em direção a gigante vermelha, bem como aos jatos de gás que se formaram nesse processo.